# Francesco Caputo
Francesco „Ciccio“ Caputo (* 6. August 1987 in Altamura) ist ein ehemaliger italienischer Fußballspieler. Der Stürmer bestritt zwei Länderspiele für Italien und erzielte dabei ein Tor.

## Karriere
Am 28. Januar 2025 gibt er auf seiner Instagram-Seite seinen Rücktritt vom aktiven Fußball bekannt.

### Nationalmannschaft
Sein Debüt in der italienischen A-Nationalmannschaft gab Caputo am 7. Oktober 2020 im Alter von 33 Jahren unter Roberto Mancini beim 6:0-Sieg im Freundschaftsspiel im Stadio Artemio Franchi in Florenz gegen Moldau. Dabei erzielte Caputo sein erstes A-Länderspieltor. Vier Tage später folgte ein weiterer Einsatz gegen Polen. Seine letzte Nominierung fand im März 2021 statt, danach wurde Caputo nicht mehr berücksichtigt.

## Erfolge
AS Bari
- Italienischer Zweitliga-Meister: 2008/09

FC Empoli
- Italienischer Zweitliga-Meister: 2017/18

Individuell
- Torschützenkönig der Serie B: 2017/18